# Andrew Wight
Andrew Wight (Austrália, 14 de Novembro de 1959 - Jaspers Brush, New South Wales, Austrália, 4 de Fevereiro de 2012) foi um produtor de cinema e roteirista Australiano.

## Carreira
Andrew produziu mais de 45 filmes incluindo documentários para televisão, especiais ao vivo para televisão e 3D IMAX filmes, porém é mais conhecido pelo filme Sanctum, de 2011.
Entre seus trabalhos destacam-se Ghosts of the Abyss, Aliens of the Deep e Expedition: Bismarck. Andrew Wight foi homenagiado com o prêmio "Espírito de Aventura" da Sociedade Australiana de Geografia em 1989.

## Vida Pessoal
Andrew cresceu na fazenda da família próximo a Harrow no estado de Vitória e frequentou o Colégio Hamilton entre 1972 e 1977 onde desenvolveu seu gosto por escavações, explorando a rede de cavernas de lava "Byaduk" sob a tutela de seu professor de química.
Em 1988 Andrew se aventurou em busca do recorde de mergulho em cavernas na Planície de Nullarbor, quando uma tempestade transformou a expedição em uma experiência de vida ou morte. Este episódio foi filmado por sua equipe de apoio e posteriormente publicado com o título "Nullarbor Dreaming". Este curta metragem alavancou sua carreira internacional como produtor de filmes levando Andrew a trabalhar ao lado de James Cameron em vários outros projetos de filmes em 3D. O filme Santuário foi inspirado em sua experiência em Nullarbor.

## Morte
Andrew faleceu no dia 04 fevereiro de 2012 em um acidente de Helicóptero  próximo da cidade de Berry em Nova Gales do Sul, Austrália junto com o produtor de cinema americano Mike deGruy.

## Ligações Externas
- Andrew Wight. no IMDb.
- «Página Oficial de Andrew Wight»